# كلية الصيدلة (الجامعة الأردنية)
كلية الصيدلة في الجامعة الأردنية هي كلية صحية تابعة للجامعة الأردنية في عمّان، الأردن. تأسست الكلية عام 1972، وتضم الكلية ثلاثة أقسام، وهم: قسم العلوم الصيدلانية، وقسم الصيدلانيات والتقنية الصيدلانية، وقسم الصيدلة الحيوية والسريرية.

## عمداء الكلية
هذه قائمة بعمداء الكلية منذ تأسيسها.
| # | اسم العميد   | سنة استلام المنصب | سنة الانتهاء من المنصب |
| - | ------------ | ----------------- | ---------------------- |
| 1 | حسن عابدين   | 1980              | 1986                   |
| 2 | وليد الترك   | 1986              | 1989                   |
| 3 | عمر شاهين    | 1989              | 1991                   |
| 4 | توفيق عرفات  | 1991              | 1992                   |
| 5 | فاطمة عفيفي  | 1991              | 2002                   |
| 6 | علي القيسي   | 2002              | 2006                   |
| 7 | خالد الفوارس | 2006              | 2010                   |
| 8 | رلى درويش    | 2014              | 2016                   |
| 9 | طلال أبورجيع | 2010              | 2014                   |